# Sri Lanka i olympiska sommarspelen 1992
Sri Lanka deltog i de olympiska sommarspelen 1992 med en trupp bestående av 11 deltagare, men ingen av landets deltagare erövrade någon medalj.

## Badminton
Herrsingel
- Niroshan Wijekoon

## Friidrott
- Vijitha Amerasekera
- Damayanthi Dharsha

Herrarnas 100 meter
- Sriyantha Dissanayake

- Heat — 10.87 (→ gick inte vidare)

- Jayamini Illeperuma

Herrarnas maraton
- Kuruppu Karunaratne; 2:32,26 (→ 71:a plats)

Damernas höjdhopp
- Sriyani Kulawansa

- Kval — startade inte (→ gick inte vidare)

Damernas 800 meter
- Sriyani Dhammika Menike

- Heat — 2:03,85 (→ gick inte vidare)